# Albánské knížectví (středověk)
Albánské knížectví (albánsky Principata e Arbërisë) byl od roku 1328 státní útvar na Balkáně. Plné samostatnosti dosáhl v roce 1368 poté, kdy bylo hlavní město Albánského království Drač podmaněno Karlem Topiou, což značilo konec nadvlády neapolských králů z dynastie Anjou i Albánského království a nastolení domácí albánské dynastie. 
Karel byl Benátskou republikou uznán jako Kníže Albánie. Později se v čele knížectví vystřídaly panovníci z dynastie Topia s dynastií Balšićů, než byl Drač roku 1392 anektován Benátčany. Následně mnoho významných albánských šlechticů uznalo benátskou svrchovanost. Zájem Benátek spočíval ve využití Albánie jako nárazníkového pásma pro své vlastní území před postupující Osmanskou říší. Přesto zanedlouho poté v roce 1415 knížectví podlehlo Osmanským Turkům.

## Panovníci Albánského knížectví
- Tanusio Topia (1328–1338), hrabě z Matie
- Ondřej Topia (1338–1343), hrabě z Matu
- Karel Topia (1355–1383), kníže Albánie
- Balša II. (1383–1385), vévoda z Drače
- Karel Topia (1385–1388), kníže Albánie
- Jiří Topia (1388–1392), pán z Drače
- Niketa Thopia (1392–1415), pán z Krujë